# Otto von Pasetti-Friedenburg
Otto Freiherr von Pasetti-Friedenburg, ab April 1919 Otto Pasetti (* 31. Jänner 1903 auf Schloss Pakein in Kärnten; † unbekannt) war ein österreichischer Tenor.

## Leben
Pasetti-Friedenburg war der Sohn des Theresienritters General Florian Freiherr von Pasetti-Friedenburg (* um 1868) und ein Enkel des k.k. Donauregulierungskommisärs Florian Pasetti, der 1854 in den erblichen Ritterstand und 1867 mit dem Prädikat „von Friedenburg“ in den erblichen Freiherrenstand erhoben worden war. Nach dem Untergang der österreichisch-ungarischen Monarchie ging der Familie mit dem Adelsaufhebungsgesetz 1919 die Nobilitierung wieder verloren.
Pasetti-Friedenburg promovierte 1925 in Innsbruck zum Dr. rer. pol., trat aber auch als Operntenor in kleineren Rollen auf. 1932 spielte er in der Wiener Erstaufführung von Aufstieg und Fall der Stadt Mahagonny von Bertolt Brecht und Kurt Weill den Jimmy an der Seite von Lotte Lenya als Jenny. Lenya war zu diesem Zeitpunkt noch mit Weill verheiratet, verliebte sich während der Probenzeit aber in Pasetti. Die beiden wurden für längere Zeit ein Paar, obwohl auch Pasetti verheiratet war. Seine Familie lebte in Innsbruck, und er zog mit Lenya in ein Hotel in Wien. Gemeinsam spielten sie im selben Jahr die Uraufführung von Die sieben Todsünden in Paris. Am 21. März 1933 flüchtete Lotte Lenya aus Nazideutschland nach Wien und fand bei Otto Pasetti Unterschlupf. Gemeinsam reisten sie an die französische Riviera und versuchten sich erfolglos in den Casinos im Glücksspiel. Als Pasetti wegen Geldmangels nach Österreich 1934 zurückkehrte, wurde das Paar getrennt. 1935/36 war er Sänger am Stadttheater Basel.
1937 emigrierte Pasetti in die USA. 1944 kam er als Geheimdienstoffizier der amerikanischen Streitkräfte nach Europa zurück und änderte seinen Namen in de Pasetti. 1946 war er Leiter der Theater- und Musikabteilung des amerikanischen Nachrichtenkontrolldienstes in Österreich. Er war unter anderem dafür zuständig, dass Theaterkünstler, die während der Zeit des Nationalsozialismus in Propagandaproduktionen mitgewirkt hatten, Auftrittserlaubnis oder -verbot erhielten. So gab er auch Paula Wessely die Auftrittserlaubnis, die in ihrer Karriere nur in wenigen Filmen mitgewirkt hatte, darunter allerdings 1941 auch in dem anti-polnischen Nazifilm Heimkehr von Gustav Ucicky. Im Juni 1946 wurde Ernst Lothar Nachfolger Pasettis als Leiter der ISB-Kontrollabteilung.
Nach dem Zweiten Weltkrieg organisierte Pasetti die Wiederaufnahme der Salzburger Festspiele bereits im August 1945.